# Franciszek Febus

Herb Franciszka Febusa

Franciszek I z Nawarry, Franciszek I Febus, Febus de Foix (fr. François Fébus, hiszp. Francisco Febo) (ur. ok. 1468, zm. 1483 w Pau) – król Nawarry w latach 1479–1483 i hrabia Foix w 1472.
Syn Gastona de Foix, księcia Viany, i Magdaleny de Valois. Wnuk Gastona IV, hrabiego de Foix, i królowej Eleanory z Nawarry (po której odziedziczył tron).
Podczas swoich krótkich rządów znajdował się pod wpływem matki, regentki – Magdaleny de Valois (córki króla Francji – Karola VII Walezjusza i Marii Andegaweńskiej). Po jego śmierci tron odziedziczyła jego młodsza siostra – Katarzyna.